# Msta příchozího z močálu
Msta příchozího z močálu (v anglickém originále Swamp Thing) je americký hororový film z roku 1982, který natočil Wes Craven. Snímek vychází z komiksů o mutantovi Swamp Thing, vydávaných vydavatelstvím DC Comics. Rozpočet filmu činil 3 milionů dolarů. V USA byl snímek do kin uveden 19. února 1982.
V roce 1989 měl premiéru navazující snímek Návrat muže z bažin.

## Příběh
Na základně uprostřed louisianských močálů pracuje doktor Alec Holland na přísně tajném bioinženýrském projektu, jehož cílem má být vytvoření hybridního jedince tvořeného rostlinnými i živočišnými částmi, který by dokázal žít v extrémních podmínkách. Jeho pokrok přiletí zkontrolovat vládní agentka Alice Cable, nicméně na areál zaútočí paramilitární jednotka šíleného doktora Arcanea, který je posedlý nesmrtelností a který chce využít vládní objevy ke svému prospěchu. Při útoku je Holland potřísněn chemikáliemi, začne hořet a následně spadne do bažiny. V ní zmutuje a stane se z něj Swamp Thing, humanoidní bytost na rostlinné bázi. V této podobě následně chrání Alice před Arcaneovými vojáky, zatímco sám Arcane dál touží po vzorci sloučeniny Hollandova posledního objevu.

## Obsazení
- Louis Jourdan jako Anton Arcane
- Adrienne Barbeau jako Alice Cable
- Ray Wise jako doktor Alec Holland
- David Hess jako Ferret
- Nicholas Worth jako Bruno
- Don Knight jako Harry Ritter
- Al Ruban jako Charlie
- Dick Durock jako Swamp Thing